# Bento de Góis
Pour les articles homonymes, voir Gois et Goes (homonymie).
Bento de Góis ou Benoît Goes, né à Vila Franca do Campo aux Açores en 1562 et décédé à Su-cheu (aujourd'hui Jiuquan, dans le Gansu), aux portes de la Chine, le 11 avril 1607, était un frère jésuite portugais, explorateur en Asie centrale.

## Éléments de biographie
Bento de Góis fait partie du troisième groupe de jésuites, conduit par Jérôme Xavier et envoyé à la cour de l'empereur moghol, Akbar (1595). Son rôle y est effacé. Cependant, envoyé en 1600 à Goa pour y accompagner une ambassade moghole, il revient à Agra durant l'été 1602 avec la mission de partir à la recherche du passage vers le Cathay, c'est-à-dire la Chine. 
Goes part de Goa en septembre 1602, passe par Âgrâ (octobre 1602), Lahore (décembre 1602), Kaboul (1603), Yarkand (novembre 1603), Aksu (décembre 1604), et Turfan (septembre 1605). Il arrive ainsi à Suzhou, aux portes de la Chine (décembre 1605), après trois ans de voyage déguisé en marchand arménien accompagnant une caravane remontant la route de la soie en Asie centrale. Malade, Goes ne peut poursuivre sa route jusque Pékin. Il écrit une lettre à Matteo Ricci, qui se trouvait à la cour de l'empereur de Chine, lequel lui envoie son serviteur pour le secourir. Ce serviteur a le temps de le voir avant qu'il ne meure (11 avril 1607) et apporte son journal de voyage à Matteo Ricci.
Goes est ainsi le premier Européen connu à avoir réemprunté la route suivie Marco Polo en 1273, reliant l’Afghanistan au Sinkiang chinois via le Pamir. Les notes de son voyage compilées après sa mort par Nicolas Trigault relatent plus d'aventures personnelles souvent dangereuses et moins de faits ethnographiques que ne fait M. Polo, sauf pour les animistes du Kafiristan (“Capherstam”, le Basiam ou Pasciai de M. Polo) dont Goes confirme qu'ils faisaient « du vin semblable au nôtre ». Cependant son voyage et ses notes permirent de confirmer que ce qu'on appelait le Cathay était bien la Chine.